# Philippe Basiron
Philippe Basiron, także Basseron, Bassiron, Baziron, Philippon lub Phelippon de Bourges (ur. w XV wieku, zm. przed 6 lutego 1497) – franko-flamandzki kompozytor i śpiewak okresu późnego średniowiecza, duchowny.
O jego życiu brak bliższych informacji. Istnieje też prawdopodobieństwo, że wzmiankowani w źródłach Basiron i Philippon (Philipus, Philipus Franc) to dwie różne osoby. Basiron wspomniany jest po raz pierwszy w 1458 roku jako członek chóru chłopięcego przy Sainte-Chapelle w Bourges. Przez większość życia pozostał związany z Sainte-Chapelle, gdzie od 1467 roku był wikariuszem i później prowadził chór. Guillaume Crétin w swoim Déploration sur le trépas de Jean Ockeghem wspomina go jako znakomitego śpiewaka.
Przypisywane jest mu autorstwo czterech mszy (w tym Mszy L’homme armé), Agnus Dei, sześciu motetów i siedmiu chansonów z tekstem francuskim. Jedna z mszy i motet ukazały się drukiem w zbiorach Ottaviano Petrucciego z początku XVI wieku, inne pozostały w rękopisach.